# Carnaval
Carnaval je bila stoner rock glasbena skupina iz Ljubljane, aktivna od leta 2004 do 2019. Po žanru spadajo v mešanico stoner rocka, stoner metala in alternativnega rocka.

## Zgodovina
V letu 2003, po razpadu skupine Pussyfinger sta se bivša člana te zasedbe Vokal (vokal, kitara) ter Šetinc (bobni) odločila, da ubereta novo pot. Pričela sta z ustvarjanjem novih aranžmajev, čez nekaj mesecev, februarja 2004 se jima potem pridruži še Kozlevčar, prvotno na bas kitari (kasneje tudi bobnih in kitari). Takrat je tudi uradno ustanovljena skupina pod imenom Pinocchio Pinchball.
Leta 2004 so, še vedno pod prvotnim imenom, Pinocchio Pinchball izdali demo "Knez Atula", leto kasneje dobijo povabilo k sodelovanju na kompilaciji "Burn the Street Vol. 5", v izdaji nemške založbe Daredevil Records. 
Drugi demo z naslovom "Slap in Your Face" je bil izdan le kratko po tem, takrat prvič pod imenom Carnaval. V letu 2007 so sodelovali na turneji Klubskega maratona Radia Študent. Prva dolgometražna plošča z naslovom 2 pa je izšla dve leti kasneje.
Dolgo pričakovani, nesojeni prvenec 1, ki je bil sicer posnet že leta 2007 je bil izdan leta 2010. V začetku leta 2012 so izdali tretjo ploščo z naslovom Tennis Football Basketball, ki je prinesla odobravanja tako domačih kot tujih recenzentov.
V letu 2016 je bil spomladi izdan EP Big Fish, kasneje istega leta pa še četrta plošča z naslovom Miss Universe izdana pri Kapa Records (CD izdaja) in Cosmic Eye Records (vinilna plošča).

## Diskografija

### Studijski albumi
- »2«. (2009)
- »1«. (2010)
- »Tennis Football Basketball«. (2012)
- »Miss Universe«. (2016)

### EP-ji
- »Big Fish«. (2016)

### Demo posnetki in kompilacije
- "Knez Atula" (Demo 2004)
- »Burn the Street Vol. 5«. (2005)
- "Slap in Your Face" (Demo 2005)
- "Klubski maraton 2007" (2007)

## Člani skupine

### Zadnja postava
- Ažo Vokal - vokali, el. kitara
- Vitja Balžalorsky - el. kitara
- Peter Cimprič - el. bas kitara
- Matej Šetinc - bobni

### Nekdanji člani
- Jan Kozlevčar - el. kitara, bobni, el. bas kitara
- Jernej Kržič - el. bas kitara
- Jaka Gale "Gredoč" - el. bas kitara
- Luka Kuhar - bobni